# 曹化强
曹化强（1965年7月—），安徽合肥人，清华大学教授，英国皇家化学会会士。

## 生平
1988年毕业于安徽师范大学化学系，同年进入中国科学院合肥分院工作。1997年于中国科学技术大学获硕士学位，同年进入中国科学院大连化学物理研究所工作。2001年于南京大学获博士学位，随后在清华大学做博士后研究。2003年任教于清华大学，曾先后于英国牛津大学、剑桥大学访问研究。现任清华大学化学系教授，博士生导师。

## 学术贡献
主要从事无机功能纳米材料研究工作。发表学术论文100余篇，其中2篇论文获“2011年中国百篇最具影响的国际学术论文”奖。2004入选“教育部新世纪优秀人才支持计划”。兼任中国能源学会副会长、中国能源学会专家委员会新能源专家组委员。2025年以其名字命名的“Cao-Cheetham reaction（曹化强-Cheetham反应）”被国际有机人名反应专著收录。

## 奖项和荣誉
- 2003年，获全国优秀博士论文奖[4]
- 2004年，获教育部提名国家科学技术奖自然科学一等奖（第三完成人）
- 2015年，入选英国皇家化学会会士
- 2015年，入选英国材料、矿物和采矿学会会士